# Simon Julien
Simon Julien (Tolone, 28 ottobre 1735 – Parigi, 24 febbraio 1800) è stato un pittore e incisore francese.
.

## Biografia
È stato allievo di Michel-François Dandré-Bardon a Marsiglia e successivamente di Charles André van Loo a Parigi.
Nel 1760 Simon Julien vinse il Prix de Rome, con la sua opera Le Sacrifice de Manué, conservato oggi al musée de Tessé di Le Mans.
È stato a lungo confuso con il contemporaneo Julien de Parme
Il Musée des Beaux-Arts di Caen, ha realizzato un catalogo ragionato dell'artista  .

## Opere nei musei
- Caen, Museo delle Belle Arti :
  - Titone e l'Aurora, disegno preparatorio, bozzetto e dipinto finale;
  - Giuseppe che spiega i sogni, olio su tela;
  - Cleopatra e Marc'Antonio, 1776, disegno.
- Le Mans, Museo Tessé : Il Sacrificio di Manué, olio su tela[2].
- Parigi, Museo del Louvre :
  - Gesù scaccia i venditori dal tempio, olio su tela.[3]
  - Resurrezione di Lazzaro, olio su tela.[4]
  - Ratto di Psiche , disegno.[5]
  - Apollo scortica Marsia, disegno  .
- Quimper, Museo delle Belle Arti : La rosa rapita. [6]
- Tolone, Museo d'Arte di Tolone : La morte di Virginia.
- New York, Metropolitan Museum of Art: Mosé riceve le tavole della legge, 1773, acquaforte.[7]
- Chicago, Art Institute of Chicago, Sacra famiglia con angeli, 1773.[8]

## Galleria d'immagini

Opere di Simon Julien
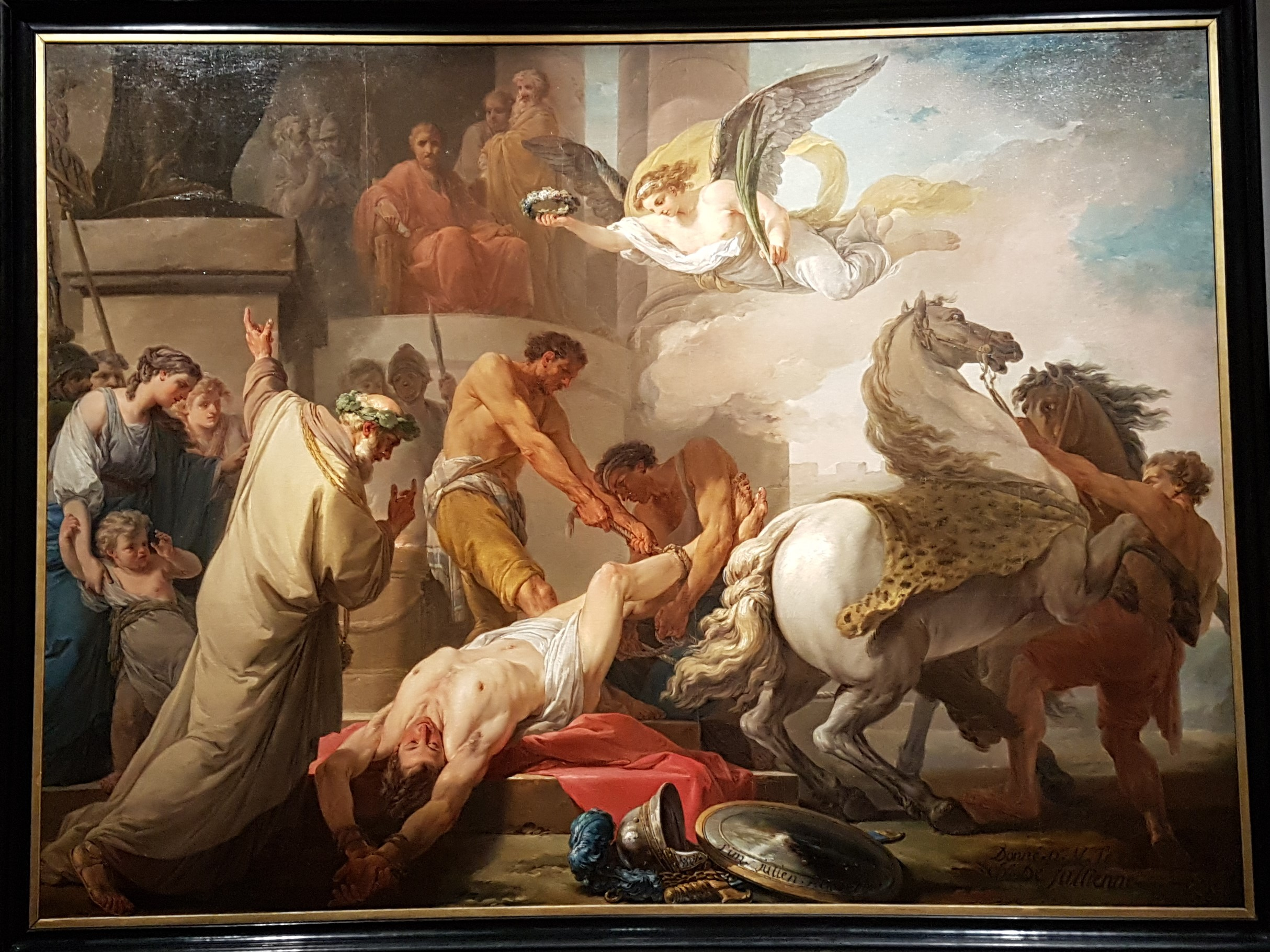
Il martirio di Sant'Ippolito (1762), Primatiale Saint-Jean de Lyon.
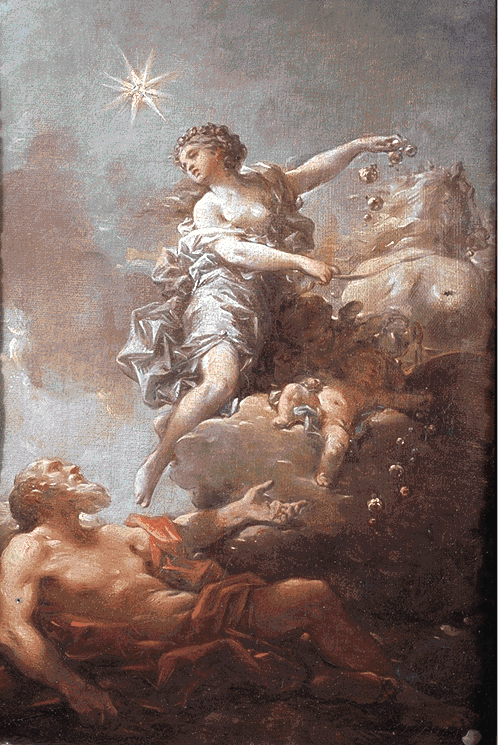
Titone e Aurora, 1783, bozzetto, Musée des Beaux-Arts de Caen.
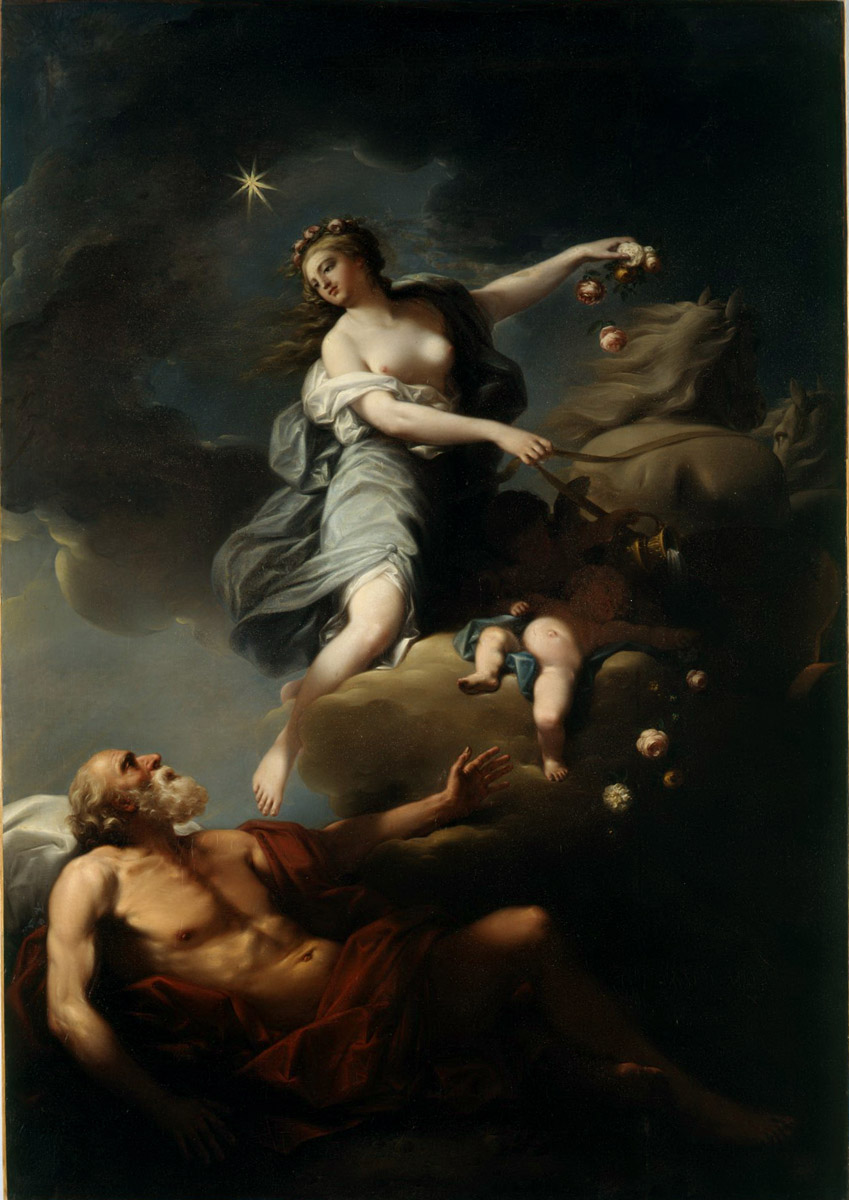
Titone e Aurora, 1783, olio su tela, Musée des Beaux-Arts de Caen.
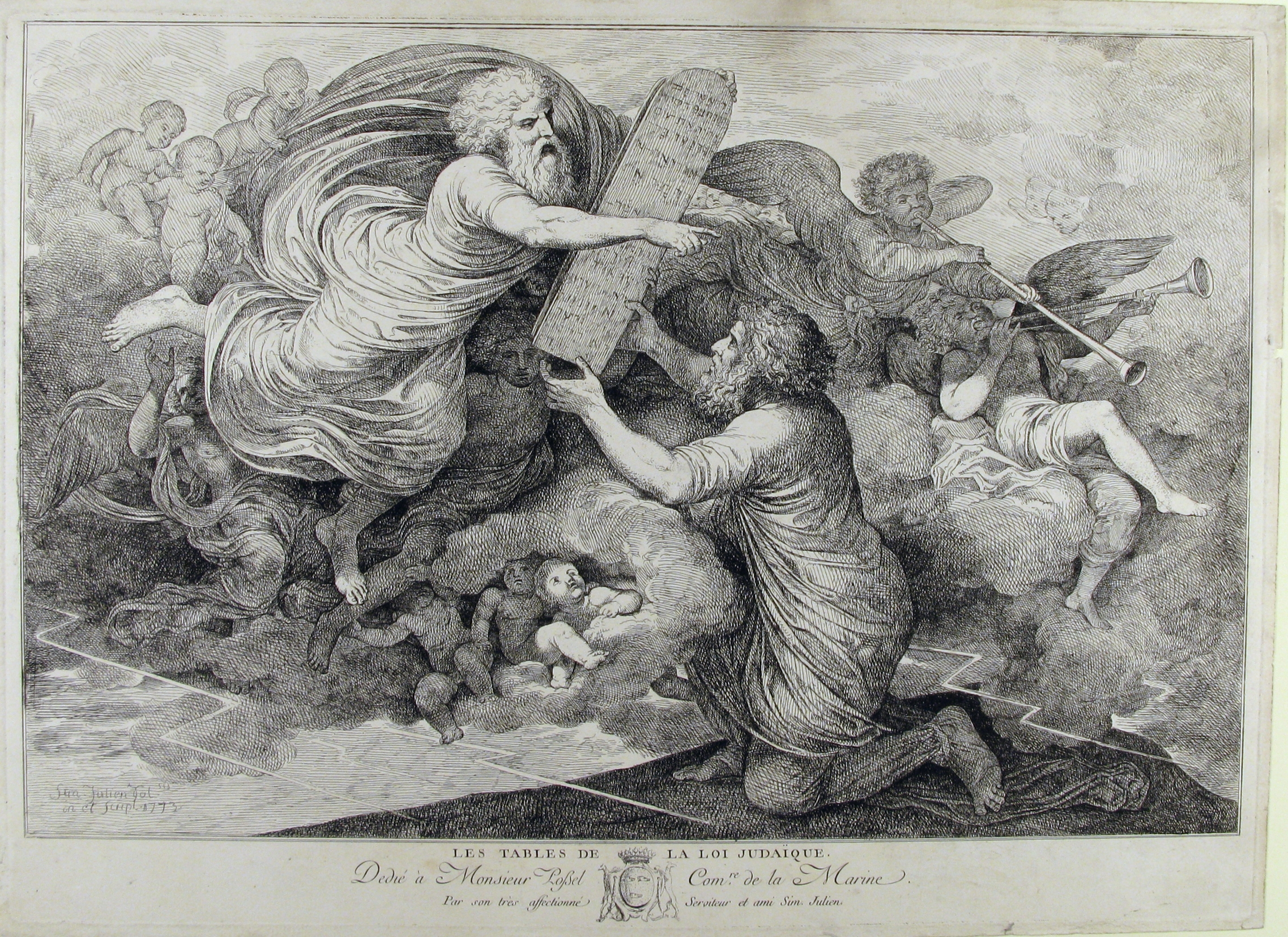
Mosé riceve le tavole della legge, New York, Metropolitan Museum of Art